# ホーリックス
ホーリックス (Horlicks) はニュージーランドの競走馬、繁殖牝馬。ニュージーランド国内でG1競走4勝を挙げたほか、1989年にオーストラリアのマッキノンステークス、日本のジャパンカップを制した。ジャパンカップでは芝2400メートルの世界レコードタイム（当時）を記録している。主戦騎手はランス・アンソニー・オサリバン。
繁殖牝馬としても成功を収め、おもな産駒に2000年のメルボルンカップ優勝馬ブリュー、また孫にAJCオーストラリアンダービーなどG1競走2勝のフィウミシノなど3頭の重賞勝利馬がいる。2010年、ニュージーランド競馬名誉の殿堂入り。
馬名はグラクソ・スミスクラインが発売している麦芽飲料の商品名で、母名「モルト（麦芽）」からの連想である。

## デビュー前
1983年、ニュージーランド・ヘイスティングズ近郊で、馬主の義兄が経営するオカウ・スタッドに生まれる。父はイギリスで走り、種牡馬として同場に繋養されていたスリーレッグス、母・モルトは不出走馬であったが、曾祖母・フロスは1971年にニュージーランドの最優秀繁殖牝馬に選出されており、近親には数々の活躍馬がいた。
競走年齢の2歳に達した後の1986年4月、マタマタのデヴィッド・オサリバン厩舎に入る。当時、オサリバン厩舎には見習い騎手として横山賀一（横山典弘の兄）が所属しており、横山も調教を担当していた。当時のホーリックスは、併せ馬の調教では平凡な相手にも後れを取り、目一杯に走らせても1ハロン（約200m）で15秒を切れないという標準以下の馬で、厩舎では「この馬はあまり走らない」と低評価を受けていた。

## 戦績
3歳となった1986年12月30日、タウランガ競馬場の未勝利戦でデビューして2着。翌1987年1月17日の2戦目で初勝利を挙げた。厩舎での低評価に反し、3歳時は8戦4勝という成績で終え、翌シーズン以降は重賞戦線に出走を始めた。2月にG1エアーニュージーランドステークスで2着に入ると、次走のG2アワプニゴールドカップに優勝し、重賞を初制覇。次走のTVニュージーランドステークスにも優勝し、G1競走を初制覇した。同年にはオーストラリアのG1コックスプレートにも出走し、2着に入っている。
1989年には、早い段階から日本で行われる国際招待競走・ジャパンカップに目標を定め、競走の9カ月前から2400mを走るためのスタミナ向上や、検疫による隔離状態への順化訓練が行われた。ジャパンカップまでの間に、3月にはDBドラフトクラシックをコースレコードで制し、2つめのG1に優勝、渡日前には壮行戦として臨んだオーストラリアのマッキノンステークスを再度コースレコードで制し、G1競走2連勝の実績を持ってジャパンカップに臨んだ。オサリバン厩舎からは、1986年のウェイバリースター以来2頭目の出走であった。

### 第9回ジャパンカップ
当年の招待馬には、凱旋門賞優勝馬キャロルハウス（アイルランド）、前走のオークツリー招待ハンデキャップで芝12ハロン（約2414m）の世界レコードタイム・2分22秒8を記録したホークスター（アメリカ）、本競走の前年度優勝馬ペイザバトラー（アメリカ）などホーリックスを含む7頭がおり、ホーリックス陣営はこれらの中で最も早く日本入りし、検疫の関係で南半球所属馬専用の厩舎で調整を行った。この年は他に南半球からの出走馬はなく、ホーリックスが1頭で寂しがったため、馬房内に他の馬の臭いを着けた鏡を吊して気を紛れさせるという対応が取られた。
競走当日（11月26日）は、地元のスーパークリークとオグリキャップが単勝オッズ1、2番人気に推され、ホークスターが3番人気、ホーリックスは従来のオセアニア調教馬の不振から、G1連勝中にもかかわらず9番人気の評価であった。レースではイブンベイとホークスターが競り合い、非常に速いペースで展開、オサリバン騎乗のホーリックスは3番手を進んだ。最後の直線に入ると、失速した2頭に代わってホーリックスが先頭に立ち、後続を引き離した。ゴール前ではオグリキャップが追い込んだがクビ差抑えきり、オセアニア勢として初めてのジャパンカップ制覇を果たした。走破タイム2分22秒2は芝2400mの世界レコードタイムであり、1999年にアルゼンチンのカルロスペルグリニ大賞でアシデロに破られるまで10年間保持された。また、東京競馬場のコースレコードとしては、2002年に全面改修が行われるまで破られなかった。
手綱を執ったランス・オサリバンは、競走後のインタビューにおいて「この1戦にニュージーランドの、いやオセアニアの威信を賭けていた。これで負けるようなら、オーストラリアやニュージーランドの馬のレベルが下であることを、嫌でも認めるしかなかった。だから今、最高の感激に浸っている。オセアニアで12回GIレースに勝っているが、こんな感激は初めてだ」と語った。また、デヴィッド・オサリバンは「ホーリックスはキンダガートン（英語版）を越えた」と評した。ニュージーランド競馬殿堂は、このジャパンカップ優勝がホーリックスのキャリアにおける「疑いのない」ハイライトであるとしている。
なお、6歳（旧7歳表記も含む）以上の牝馬によるJRAGI（JpnIも含む）の優勝は、ストレイトガールが2015年にヴィクトリアマイルを勝つまで、ホーリックスが唯一の事例であった。また、牝馬によるジャパンカップ制覇は2009年にウオッカが優勝するまで20年間なかった。

### ジャパンカップ以降
ニュージーランドに帰国したホーリックスは、休養に入った後に、1990年3月のDBドラフトクラシックで復帰。前年の自身の記録を0.01秒更新するレコードタイムで連覇を達成した。その後2戦を敗れた後、1988年に制したTVニュージーランドステークスに再び優勝し、G1競走5勝目を挙げた。しかしその後は4戦するが勝利には至らず、同年10月のG1コックスプレート8着を最後に引退した。ホーリックスの活躍により、母モルトは1989-1990年シーズンのニュージーランド最優秀繁殖牝馬に選出されている。

## 引退後
引退後は馬主のグルシー所有のまま、ケンブリッジ・スタッドで繁殖牝馬となった。2000年、第4仔・ブリューがオーストラリアの祭典的な競走であるメルボルンカップを制し、母子二代のG1優勝馬となった。またその全姉バブルはアヴォンデイルギニー (G2) に優勝している。競走馬として目立った成績がなかった第6仔・ラテは、母としてAJCオーストラリアンダービーなどG1競走2勝のフィウミシノを産み、第1仔・ステラアルトワは、重賞3勝のタスカーを送り出している。
2006年を最後に繁殖からも引退し、以後は功労馬として余生を送った。2010年3月には、2年に一度行われるニュージーランド競馬の殿堂選考（第3回）を通過し、ボーンクラッシャー、ディファルターなど4頭と共に殿堂入りを果たした。
2011年8月24日、繋養先のケンブリッジ・スタッドで死亡。28歳没。遺体はグルシーが所有する地所に埋葬された。

## 主な勝鞍
- 1988年 - TVニュージーランドステークス (G1) 、アワプニゴールドカップ (G2) 、ティムロジャースステークス (G3)
- 1989年 - DBドラフトクラシック (G1) 、マッキノンステークス (G1) 、ジャパンカップ (JRAGI)
- 1990年 - DBドラフトクラシック (G1) 、TVニュージーランドステークス (G1)

## エピソード
2008年11月9日、日本において引退騎手を集めたエキシビジョン競走・第2回ジョッキーマスターズが行われた際、2003年を限りに騎手を引退していたランス・オサリバンがジャパンカップ優勝騎手として招待され、ホーリックスの勝負服色でレースに騎乗した。また、同日にはジャパンカップで2着に退けたオグリキャップが東京競馬場で公開され、パドックで行われたセレモニーにはオサリバンも参加した。

## 血統表
| ホーリックスの血統                   | ホーリックスの血統                     | ホーリックスの血統                 | （血統表の出典）                   | （血統表の出典） |
| 父系                                 | フェアトライアル系(フェアウェイ系)     | フェアトライアル系(フェアウェイ系) | フェアトライアル系(フェアウェイ系) |                  |
| 父 Three Legs 1972 芦毛 イギリス     | 父の父Petingo 1965 鹿毛 イギリス       | Petition                           | Fair Trial                         | Fair Trial       |
| 父 Three Legs 1972 芦毛 イギリス     | 父の父Petingo 1965 鹿毛 イギリス       | Petition                           | Art Paper                          |                  |
| 父 Three Legs 1972 芦毛 イギリス     | 父の父Petingo 1965 鹿毛 イギリス       | Alcazar                            | Alycidon                           | Alycidon         |
| 父 Three Legs 1972 芦毛 イギリス     | 父の父Petingo 1965 鹿毛 イギリス       | Alcazar                            | Quarterdeck                        |                  |
| 父 Three Legs 1972 芦毛 イギリス     | 父の母Teodora 1963 芦毛 イギリス       | Hard Sauce                         | Ardan                              | Ardan            |
| 父 Three Legs 1972 芦毛 イギリス     | 父の母Teodora 1963 芦毛 イギリス       | Hard Sauce                         | Saucy Bella                        |                  |
| 父 Three Legs 1972 芦毛 イギリス     | 父の母Teodora 1963 芦毛 イギリス       | Teliastory                         | Tulyar                             | Tulyar           |
| 父 Three Legs 1972 芦毛 イギリス     | 父の母Teodora 1963 芦毛 イギリス       | Teliastory                         | King's Story                       |                  |
| 母 Malt 1978 黒鹿毛 ニュージーランド | 母の父Moss Trooper 1972 鹿毛 アメリカ  | Levmoss                            | Le Levanstell                      | Le Levanstell    |
| 母 Malt 1978 黒鹿毛 ニュージーランド | 母の父Moss Trooper 1972 鹿毛 アメリカ  | Levmoss                            | Feemoss                            |                  |
| 母 Malt 1978 黒鹿毛 ニュージーランド | 母の父Moss Trooper 1972 鹿毛 アメリカ  | Forest Friend                      | Linacre                            | Linacre          |
| 母 Malt 1978 黒鹿毛 ニュージーランド | 母の父Moss Trooper 1972 鹿毛 アメリカ  | Forest Friend                      | Belle Sauvage                      |                  |
| 母 Malt 1978 黒鹿毛 ニュージーランド | 母の母Frill 1969 栗毛 ニュージーランド | Agricola                           | Precipitation                      | Precipitation    |
| 母 Malt 1978 黒鹿毛 ニュージーランド | 母の母Frill 1969 栗毛 ニュージーランド | Agricola                           | Aurora                             |                  |
| 母 Malt 1978 黒鹿毛 ニュージーランド | 母の母Frill 1969 栗毛 ニュージーランド | Froth                              | Faux Tirage                        | Faux Tirage      |
| 母 Malt 1978 黒鹿毛 ニュージーランド | 母の母Frill 1969 栗毛 ニュージーランド | Froth                              | Home Brew                          |                  |
| 母系(F-No.)                          | (FN:10-d)                              | (FN:10-d)                          | (FN:10-d)                          | [ § 2 ]          |
| 5代内の近親交配                      | Aurora 4×5、Big Game 5×5               | Aurora 4×5、Big Game 5×5           | Aurora 4×5、Big Game 5×5           | [ § 3 ]          |
| 出典                                 | 1. 2. 3.                               | 1. 2. 3.                           | 1. 2. 3.                           | 1. 2. 3.         |

- 半弟ヒットザマーク（父Straight Strike）は、日本で外国産馬として走り札幌記念2着などの実績を残し、種牡馬となった。また、半妹や全妹が繁殖牝馬として輸入されている。
- 孫のスタータイクーンが繁殖牝馬として輸入され、しらさぎ賞の勝ち馬アストリッドを産んでいる。